# След Христа
След Христа (или съкр. форма сл. Хр.) и преди Христа (пр. Хр.) в християнското летоброене са термини, с които се означават годините съответно след или преди годината на раждането на Исус Христос. В някои европейски езици се използват съкращенията AD (от латински: Anno Domini) и BC (на английски: Before Christ). Изразът Anno Domini е съкратена форма на фразата Anno Domini Nostri Iesu Christi, която буквално означава, „в Господа“ или „в (годината на) нашия Господ Исус Христос“ и съответства по смисъл на остарелия български израз „лето Господне“, където думата лето (остаряла форма на лято) е използвана в смисъл на година. При тази схема няма нулева година, така че 1 г. сл. Хр. идва непосредствено след 1 г. пр. Хр. Раждането на Христос е нулев момент, но няма нулева година.
В България по време на комунистическия режим тези две форми на датиране на събитията са заменени съответно с изразите „от новата ера (н.е.)“ и „преди новата ера (пр.н.е.)“. Тези обозначения се използват все повече, измествайки „сл. Хр“ и „пр. Хр.“, особено в академичните среди. Смятат се за по-неутрални, тъй като при тях липсва пряка връзка с религията.